# Horace Byers

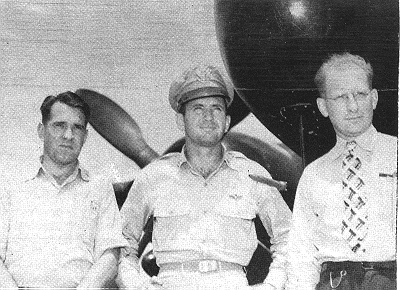
Horace Byers (rechts) mit zwei Kollegen des Thunderstorm Project, Ferguson Hall und Lewis Meng

Horace Robert Byers (* 12. März 1906 in Seattle, Washington; † 22. Mai 1998 in Santa Barbara, Kalifornien) war ein US-amerikanischer Meteorologe.

## Leben und Wirken
Byers wuchs in Berkeley in Kalifornien auf und arbeitete nach seinem High-School-Abschluss zunächst ein Jahr lang als Zeitungsreporter. Anschließend studierte er Geographie an der University of California, Berkeley und sammelte als Wetterbeobachter an der Universität erste Erfahrungen auf dem Gebiet der Meteorologie. 1928 wurde Byers als Wetterbeobachter und -prognostiker am Flughafen Oakland eingestellt, wo er für das von Carl-Gustaf Rossby geleitete Projekt des „Model Airway“, einer sicheren Verbindung für die zivile Luftfahrt zwischen San Francisco und Los Angeles, tätig war.
Byers schloss seinen Bachelor in Geographie 1929 und seinen Master in Meteorologie am Massachusetts Institute of Technology (MIT) 1932 ab. Anschließend arbeitete er als wissenschaftlicher Mitarbeiter an der Scripps Institution of Oceanography und als Ausbilder für neue Wettervorhersagetechniken bei der Fluggesellschaft Transcontinental and Western Air. Zwischen 1934 und 1935 kehrte er ans MIT zurück, wo er sich bei Rossby mit der Arbeit „The Changes in Air Masses During Lifting“ promovierte.
Im Anschluss wechselte er zum U.S. Weather Bureau und wurde dort Leiter der neuen Abteilung für Luftmassenanalyse. Diese Methodik der „Bergener Schule“ hatte Rossby in den USA miteingeführt, sie hatte sich Mitte der 1930er-Jahre im Weather Bureau aber noch nicht durchgesetzt. Byers war unter anderem für Mitarbeiterschulungen in den neuen Methoden mitverantwortlich, zunächst in Washington und ab Januar 1940 in Chicago. Dort war er noch im selben Jahr mit seiner Initiative erfolgreich, ein neues Institut für Meteorologie an der University of Chicago zu gründen und wurde dessen erster Geschäftsführer. Von 1940 bis 1945 war Byers Associate Professor und anschließend bis 1965 Professor an der University of Chicago. Zwischen 1948 und 1960 stand er der Fakultät für Meteorologie vor.
1965 verließ Byers Chicago und wurde Dekan des neu gegründeten College of Geosciences an der Texas A&M University. Bis zu seiner Emeritierung 1974 hatte er dort den Lehrstuhl für Meteorologie inne. 1975 war er Gastprofessor an der Université de Clermont-Ferrand, wo er (auf Französisch) eine Vorlesung über Wolkenphysik hielt.
Byers wurde neben seiner Forschung auch als Wissenschaftsorganisator, -kommunikator und als Autor von Lehrbüchern bekannt. Von 1944 bis 1947 war er Vorsitzender der Sektion für Meteorologie der American Geophysical Union, von 1952 bis 1953 Präsident der American Meteorological Society und von 1960 bis 1963 Präsident der International Association of Meteorology and Atmospheric Physics innerhalb der Internationalen Union für Geodäsie und Geophysik. Byers wurde 1952 in die National Academy of Sciences gewählt und stand von 1966 bis 1969 deren Sektion für Geophysik vor.
Horace Byers heiratete 1927 Frances Isabel Clark. Das Paar hatte eine Tochter.

## Werke
- Summer sea fogs of the central California coast (= University of California Publications in Geography. Band 3, Nr. 5). University of California, Berkeley 1930, LCCN a30-000331.
- Synoptic and Aerological Meteorology. McGraw-Hill, New York 1937, ISBN 978-1-114-23530-4.
- General Meteorology. 4. Auflage. McGraw-Hill, New York 1974, ISBN 978-0-07-009500-7 (Erstausgabe:  1944).
- mit Roscoe Braham: The Thunderstorm. Report of the Thunderstorm Project. U.S. Government Printing Office, Washington, D.C. 1949 (PDF, 24,8 MB).
- Thunderstorm Electricity. University of Chicago Press, Chicago 1953, LCCN 53-012893.
- Elements of cloud physics. University of Chicago Press, Chicago 1965, LCCN 65-017282.